# Tiaa
Tiaa (o Tia'a) (... – Tebe, ...; fl. XV secolo a.C.) è stata una regina egizia della XVIII dinastia.
Tiaa fu Grande Sposa Reale del faraone Amenofi II, unica sua sposa a noi nota, e madre del faraone Thutmose IV. 

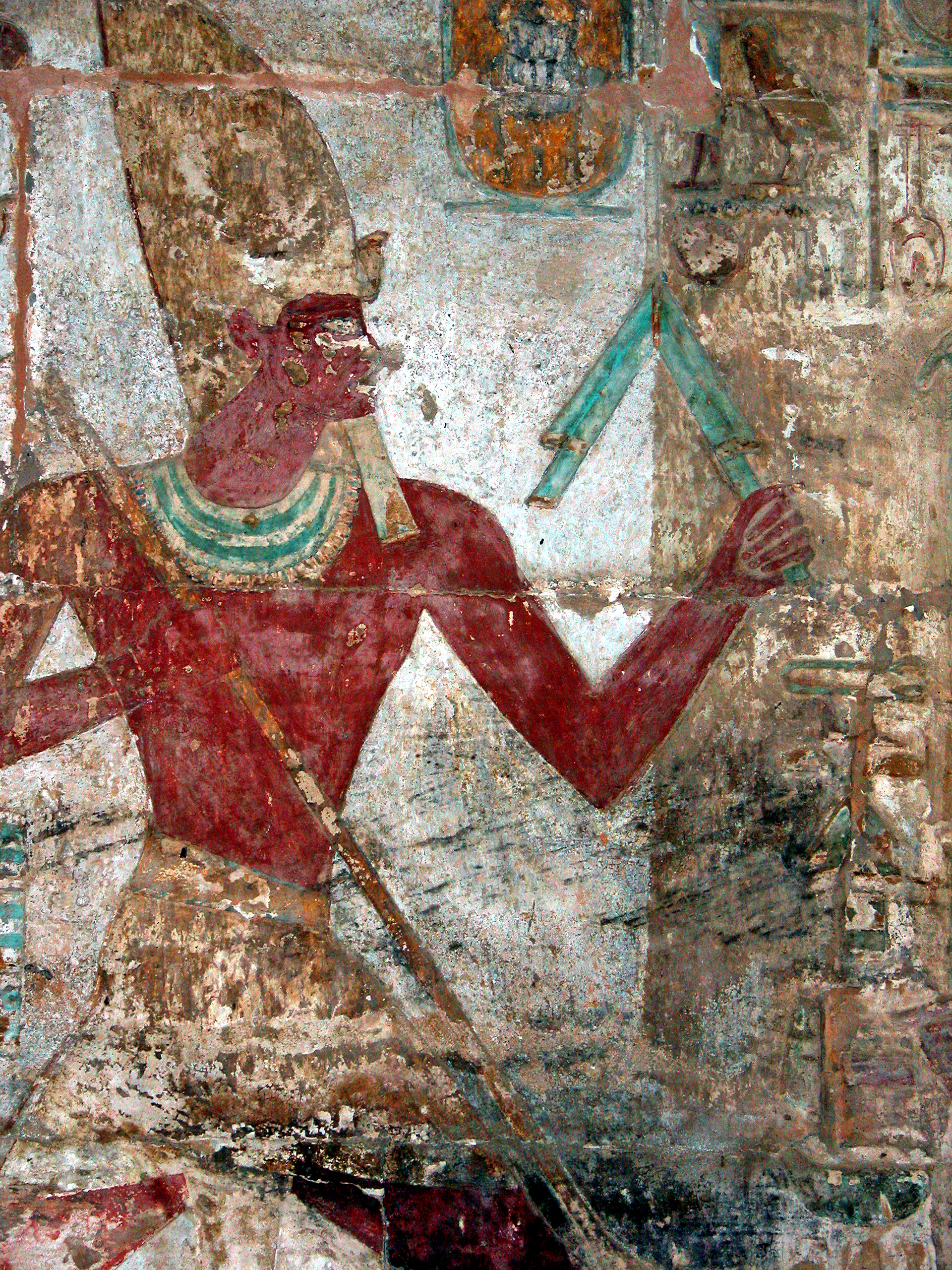
Amenofi II, consorte di Tiaa, rappresentato nel tempio di Amada.

Non ebbe il titolo, peraltro abbastanza usuale, di Figlia del Re; così, i suoi genitori non sono stati identificati con certezza. Si è ipotizzato che fosse una sorella o sorellastra di Amenofi II, ma non si hanno certezze al riguardo. Durante il regno del marito, le donne della famiglia reale venivano molto meno rappresentate e nominate per contro alla rilevanza delle regine e principesse dei regni precedenti: questo perché Amenofi II temeva che una donna potesse usurpare il potere come aveva fatto Hatshepsut pochi decenni prima. Tiaa è l'unica moglie di Amenofi di cui ci sia giunta notizia, e unicamente per il fatto d'essere la madre del successore, Thutmose IV. Fu solo durante con l'ascesa al potere del figlio, intorno al 1398 a.C. che ella ricevette il titolo di Grande Sposa Reale; quando regnava il marito, il titolo apparteneva parimenti alla madre del re, Merira-Hatshepsut. 

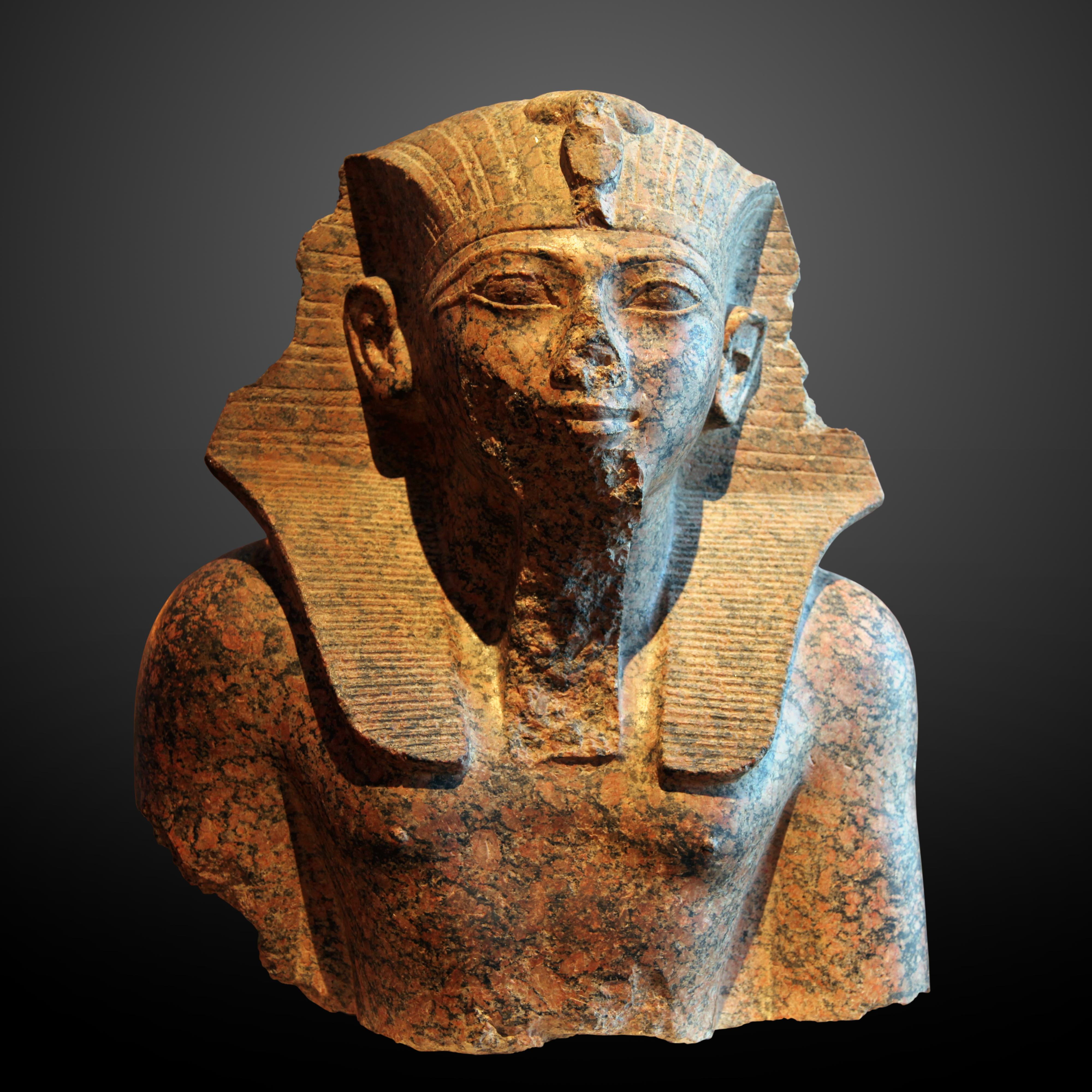
Busto di Thutmose IV, figlio di Tiaa. Parigi, Museo del Louvre.

Tiaa non figura in nessun monumento edificato da Amenofi II, ma solo in quelli del regno di Thutmose IV. Dall'ascesa del figlio, il ruolo e l'influenza di Tiaa crebbero sensibilmente: oltre a quello già citato di Grande Sposa Reale, ella ricevette gli onori di Madre del Re e Sposa del dio. Varie statue mostrano Thutmose in compagnia della regina madre Tiaa e della moglie, la regina Nefertari; svariate immagini della regina Merira-Hatshepsut, suocera di Tiaa e nonna di Thutmose, furono modificate per raffigurare la nuova regina madre. Una delle figlie del faraone, Tiaa, probabilmente fu chiamata così in suo onore.
Tiaa fu inumata nella tomba KV32 della Valle dei Re, ove sono stati rinvenuti frammenti del suo corredo funebre, compreso un vaso canopo. Secoli dopo un allagamento, dovuto alle piogge torrenziali che sporadicamente colpiscono la Valle, spostò pezzi del corredo nella adiacente tomba KV47, quella del faraone Siptah (della XIX dinastia), inducendo gli studiosi a credere che la madre di quel sovrano si chiamasse Tiaa.